# Fredrik Strand Galta
Fredrik Strand Galta, né le 19 octobre 1992, est un coureur cycliste norvégien des années 2010.

## Biographie

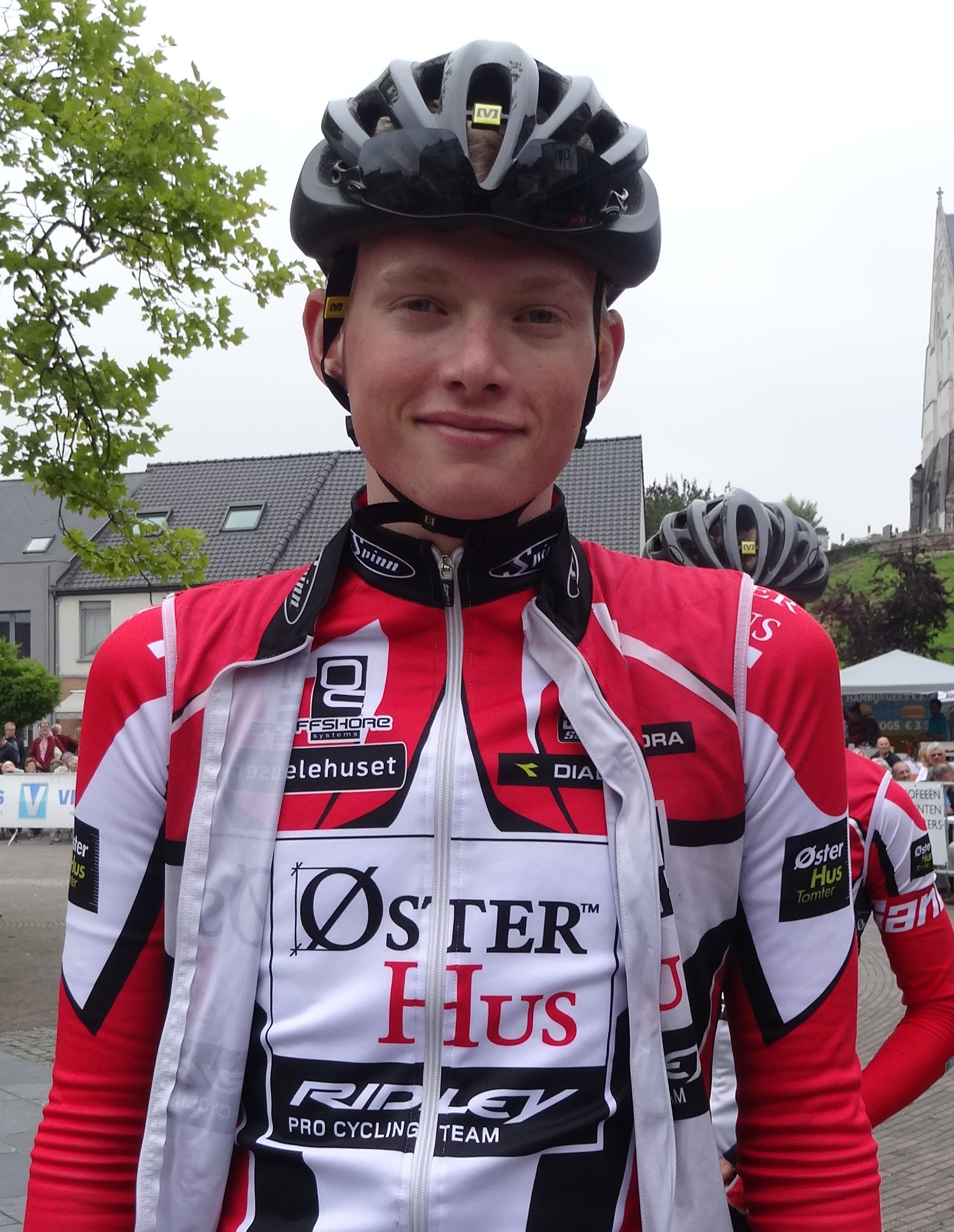
Fredrik Strand Galta lors du départ de la Course des raisins 2014 à Huldenberg.

Fredrik Strand Galta naît le 19 octobre 1992 en Norvège.
Membre de Strand Stavanger SK de 2009 à 2011, il effectue un stage dans l'équipe Sparebanken Vest-Ridley d'août à décembre 2011, et entre dans cette dernière en 2012, l'année où elle change de nom et devient Øster Hus-Ridley. En 2013, il remporte le Hadeland GP, course classée 1.2 dans le calendrier de l'UCI Europe Tour.
En 2015, Øster Hus-Ridley devient Coop-Øster Hus. Fredrik Strand Galta termine 2e du Hadeland GP et 2e du Mémorial Philippe Van Coningsloo.
Il met un terme à sa carrière à l'issue de la saison 2017.

## Palmarès et classements mondiaux

### Palmarès sur route
- 2009
  - Grenland GP juniors
- 2010
  -  Champion de Norvège du contre-la-montre par équipes juniors[4]
- 2011
  - Eidsvollrittet
- 2012
  -  Champion de Norvège du contre-la-montre par équipes
- 2013
  - Hadeland GP
- 2014
  -  Champion de Norvège du contre-la-montre par équipes
  - 2e du championnat de Norvège du critérium
- 2015
  - 2e et 3e étapes du Kreiz Breizh Elites
  - 2e de l'Hadeland GP
  - 2e du Mémorial Philippe Van Coningsloo
  - 2e du championnat de Norvège du contre-la-montre par équipes

### Classements mondiaux
| Année                                 | 2013 | 2014 | 2015 | 2016  | 2017  |
| ------------------------------------- | ---- | ---- | ---- | ----- | ----- |
| Classement mondial                    |      |      |      | 2579e | 2459e |
| UCI Europe Tour                       | 349e | 728e | 83e  | 1730e | 1606e |
|                                       |      |      |      |       |       |
| Légende : nc = non classéSource : UCI |      |      |      |       |       |